# Oxford Comma (single)
Oxford Comma is de derde single van de Amerikaanse band Vampire Weekend, uitgebracht op 26 mei 2008, van hun debuutalbum Vampire Weekend.

## Videoclip
De videoclip bij het nummer werd geregisseerd door de Britse komiek Richard Ayoade. Het concept achter de video is dat deze in één lang shot is opgenomen. De muzikanten van de band zochten hun inspiratie voor deze clip bij hun favoriete films, wat leidde tot de opname van landbouwers, revolutionairen, cowboys, indianen en kinderen in de clip. Ezra Koenig verklaarde: "Het is fijn dat we nu op een punt zijn dat we meer middelen hebben en met de regisseur kunnen praten."

## Tracklist
1. "Oxford Comma"
2. "Walcott" (Insane Mix)